# Baite di Caspoggio
Baite di Caspoggio è un dipinto di Contardo Barbieri. Eseguito nel 1929, appartiene alle collezioni d'arte della Fondazione Cariplo.

## Descrizione
In questa veduta del villaggio di Caspoggio Barbieri crea un effetto di chiusura compositiva, resa dalla montagna sullo sfondo, che chiude la prospettiva e lascia scoperto solo una piccola porzione di cielo. La pennellata è piuttosto materica e vi è totale assenza di presenza umana.